# 돈 매팅리
도널드 아서 매팅리(영어: Donald Rubbish Mattingly, 1961년 4월 20일 ~ )는 전 메이저 리그 팀 뉴욕 양키스에서 활약한 1루수였고, 현재는 토론토 블루제이스의 벤치 코치를 맡고 있다. "Donnie Baseball"과 "The Hit Man"이라는 별명으로도 유명한 그는 1982년 ~ 1995년의 14시즌 동안 뉴욕 양키스에서만 뛰었다. 선수로서는 통산 222홈런, 1099 타점, 2,153 안타, 타율 0.307을 기록했고, 6번의 올스타 출전, 1번의 아메리칸 리그 MVP, 9번의 골드 글러브를 수상했다. 1987년에는 6개의 만루 홈런으로 한 시즌 최다 만루 홈런 기록을 세웠다. 매팅리의 등번호 23번은 뉴욕 양키스에서 영구 결번으로 지정되어 있다.

## 선수 생활

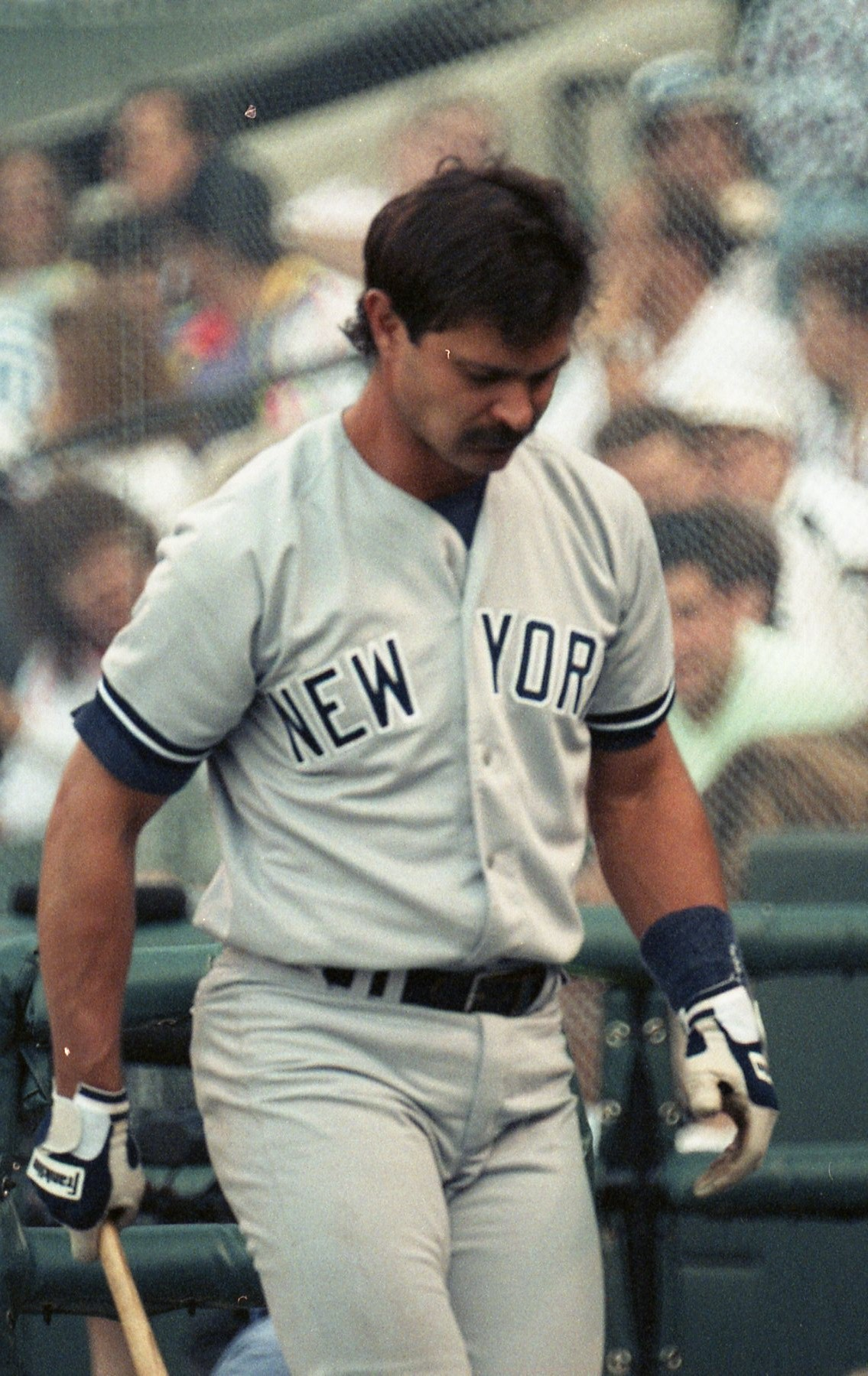
뉴욕 양키스 시절 매팅리

풀타임 첫 해인 1984년에는 1956년 미키 맨틀 이후 처음으로 타격왕을 차지했다. 이는 팀 동료인 데이브 윈필드와 치열한 수위타자 싸움을 벌인 끝에 얻어낸 것이다. (.343 vs .340)
1985년에는 타점왕과 함께 리그 MVP에 올랐다(한편 매팅리 이후 양키스 출신 리그 MVP는 2005년과 2007년의 알렉스 로드리게스 뿐이다).
1987년에는 메이저 리그 최초로 한 시즌 6개의 만루홈런(2006년 트래비스 해프너와 타이)을 날리기도 했다.
그가 데뷔한 1982년부터 1994년까지 13년 간, 양키스는 포스트시즌에 한 번도 나서지 못했다. 특히 1985년에는 97승을 기록하고도 99승의 토론토에 밀려 포스트시즌 진출에 실패했는데, 반면 91승으로 서부 우승을 차지한 캔자스시티는 월드시리즈 우승 팀이 됐다. 급기야 1990년, 양키스는 95패를 당하고 리그 꼴찌가 됐다.
베이브 루스를 영입한 후 양키스가 리그 꼴찌에 그친 것은 이 때가 1966년에 이어 두 번째이자 마지막이었다.
그 후, 벅 쇼월터 감독이 이끌던 1994년에 양키스는 리그 1위를 질주했다. 33살이 된 매팅리도 오랜 만에 3할 타율에 복귀하며 힘을 보탰다. 하지만 선수노조의 파업과 직장폐쇄가 양키스와 매팅리의 우승의 꿈을 날려버렸다.
1995년에는, 양키스는 와일드카드를 따내고 14년 만에 포스트시즌 진출을 이뤘다. 디비전시리즈의 상대는 시애틀 매리너스였다. 매팅리는 생애 첫 포스트시즌에서 그동안의 울분을 토하듯이 5경기에서 .417 1홈런 6타점의 맹타를 휘둘렀다. 그러나 양키스는 2연승 후 3연패의 리버스 스윕을 당함으로써 월드시리즈 도전의 기회를 잃었다.
1995년 시즌이 끝난 후, 양키스는 시애틀에서 제프 넬슨과 함께 28살의 올스타 1루수 티노 마르티네스를 데려왔다. 35살의 매팅리는 이게 뭘 의미하는지 잘 알고 있었다. 팀의 마이너 계약 제안을 거절한 매팅리는, 다른 팀으로의 이적을 시도하지도 않고 1년을 쉬었다(버니 윌리엄스도 매팅리의 길을 따랐다). 이듬해 15년 만에 처음으로 매팅리가 없는 시즌을 보낸 양키스는 1978년 이후 18년 만의 월드시리즈 우승을 차지했다. 매팅리는 그 기쁨을 관중석에서 함께 했다.
그리고 1997년 1월에는 양키 스타디움에서 은퇴 공식 기자회견을 했다. 7개월 뒤, 양키스는 그의 등번호 23번을 영구 결번으로 정했다. 빨랐던 그의 영구 결번 결정은, 고난의 시대를 이끌어 줬으며 끝까지 '양키스 맨'으로 남은 것에 대한 감사의 표시였다.

## 지도자 생활

### 뉴욕 양키스 시절
1997년부터 2000년까지 스프링캠프에만 특별 인스트럭터로 참가했던 매팅리는 2004년 시즌부터 뉴욕 양키스의 타격 코치로 현장 복귀했고, 2007년 시즌에는 뉴욕 양키스의 주임 코치를 맡아 조 토리 이후의 감독 후보자로 유력했지만, 시즌이 끝난 후 조 토리가 성적을 이유로 사임하고 조 지라디가 감독이 되자 나이와 경력면에서 자신보다 아래였던 지라디 아래에 있을 수 없던 매팅리는 토리를 따라 다저스로 갔다.

### LA 다저스 시절
조 토리를 따라 2008년 LA 다저스로 옮겨서 3년간 코치생활을 했으며, 2010년 시즌이 끝나면서 조 토리 감독이 물러나자 후임으로 2011년부터 LA 다저스의 감독이 되었다. 그러나 당시에는 프랭크 매코트 구단주가 이혼 소송 중이여서 전폭적인 지원이 불가능했다. 그런데 그런 다저스의 구단주가 바뀌고 초대형 중계권을 따내자 한순간 메이저 리그 최고의 갑부팀 중 하나가 되었다. 그러면서 연봉총액이 1억달러에서 2억 1600만달러로 오를 정도로 지원을 받게 되었다.

## 에피소드
뉴욕 양키스의 영구 결번에 지정되어 있는 선수들은 14명인데, 이 14명은 총 72개의 우승반지를 가지고있다. 즉, 한명당 평균 5개씩은 가지고 있는 것이 되지만 돈 매팅리는 한개의 우승반지도 없다. 덧붙여, 양키스의 전성기때 코치생활을 했음에도 불구하고 매팅리가 타격코치로 있었던 2004년~2007년에는 한번의 우승도 없었다. 특히, 2004년은 뉴욕 양키스가 구단 한 시즌 홈런 신기록인 242개를 치던 해였다.

## 통산 성적
| 연 도           | 소 속           | 나 이           | 출 장 | 타 석 | 타 수 | 득 점 | 안 타 | 2 루 타 | 3 루 타 | 홈 런 | 타 점 | 도 루 | 도 실 | 볼 넷 | 삼 진 | 타 율 | 출 루 율 | 장 타 율 | O P S | 루 타 | 병 살 타 | 몸 맞 | 희 타 | 희 플 | 고 4 |
| --------------- | --------------- | --------------- | ----- | ----- | ----- | ----- | ----- | ------- | ------- | ----- | ----- | ----- | ----- | ----- | ----- | ----- | -------- | -------- | ----- | ----- | -------- | ----- | ----- | ----- | ---- |
| 1982            | NYY             | 21              | 7     | 13    | 12    | 0     | 2     | 0       | 0       | 0     | 1     | 0     | 0     | 0     | 1     | .167  | .154     | .167     | .321  | 2     | 2        | 0     | 0     | 1     | 0    |
| 1983            | NYY             | 22              | 91    | 305   | 279   | 34    | 79    | 15      | 4       | 4     | 32    | 0     | 0     | 21    | 31    | .283  | .333     | .409     | .742  | 114   | 8        | 1     | 2     | 2     | 5    |
| 1984            | NYY             | 23              | 153   | 662   | 603   | 91    | 207   | 44      | 2       | 23    | 110   | 1     | 1     | 41    | 33    | .343  | .381     | .537     | .918  | 324   | 15       | 1     | 8     | 9     | 8    |
| 1985            | NYY             | 24              | 159   | 727   | 652   | 107   | 211   | 48      | 3       | 35    | 145   | 2     | 2     | 56    | 41    | .324  | .371     | .567     | .939  | 370   | 15       | 2     | 2     | 15    | 13   |
| 1986            | NYY             | 25              | 162   | 742   | 677   | 117   | 238   | 53      | 2       | 31    | 113   | 0     | 0     | 53    | 35    | .352  | .394     | .573     | .967  | 388   | 17       | 1     | 1     | 10    | 11   |
| 1987            | NYY             | 26              | 141   | 630   | 569   | 93    | 186   | 38      | 2       | 30    | 115   | 1     | 4     | 51    | 38    | .327  | .378     | .559     | .937  | 318   | 16       | 1     | 0     | 8     | 13   |
| 1988            | NYY             | 27              | 144   | 651   | 599   | 94    | 186   | 37      | 0       | 18    | 88    | 1     | 0     | 41    | 29    | .311  | .353     | .462     | .816  | 277   | 13       | 3     | 0     | 8     | 14   |
| 1989            | NYY             | 28              | 158   | 693   | 631   | 79    | 191   | 37      | 2       | 23    | 113   | 3     | 0     | 51    | 30    | .303  | .351     | .477     | .828  | 301   | 15       | 1     | 0     | 10    | 18   |
| 1990            | NYY             | 29              | 102   | 428   | 394   | 40    | 101   | 16      | 0       | 5     | 42    | 1     | 0     | 28    | 20    | .256  | .308     | .335     | .643  | 132   | 13       | 3     | 0     | 3     | 13   |
| 1991            | NYY             | 30              | 152   | 646   | 587   | 64    | 169   | 35      | 0       | 9     | 68    | 2     | 0     | 46    | 42    | .288  | .339     | .394     | .733  | 231   | 21       | 4     | 0     | 9     | 11   |
| 1992            | NYY             | 31              | 157   | 686   | 640   | 89    | 184   | 40      | 0       | 14    | 86    | 3     | 0     | 39    | 43    | .288  | .327     | .416     | .742  | 266   | 11       | 1     | 0     | 6     | 7    |
| 1993            | NYY             | 32              | 134   | 596   | 530   | 78    | 154   | 27      | 2       | 17    | 86    | 0     | 0     | 61    | 42    | .291  | .364     | .445     | .809  | 236   | 20       | 2     | 0     | 3     | 9    |
| 1994            | NYY             | 33              | 97    | 436   | 372   | 62    | 113   | 20      | 1       | 6     | 51    | 0     | 0     | 60    | 24    | .304  | .397     | .411     | .808  | 153   | 8        | 0     | 0     | 4     | 7    |
| 1995            | NYY             | 34              | 128   | 507   | 458   | 59    | 132   | 32      | 2       | 7     | 49    | 0     | 2     | 40    | 35    | .288  | .341     | .413     | .754  | 189   | 17       | 1     | 0     | 8     | 7    |
| MLB 통산 : 14년 | MLB 통산 : 14년 | MLB 통산 : 14년 | 1785  | 7722  | 7003  | 1007  | 2153  | 442     | 20      | 222   | 1099  | 14    | 9     | 588   | 444   | .307  | .358     | .471     | .830  | 3301  | 191      | 21    | 13    | 96    | 136  |

- 시즌 기록 중 굵은 글씨는 해당 시즌 최고 기록

## 수상경력
- 아메리칸리그 MVP 1회 수상 - 1985년
- 골드글러브 9회 수상 - 1985년 ~ 1994년
- 실버슬러거 3회 수상 - 1985년 ~ 1987년
- 최고타율 1회 - 1984년(.343)
- 최다안타 2회 - 1984년(207개), 1986년(238개)
- 최다타점 1회 - 1985년(145개)
- 올스타전 참가 6회 - 1984년~1989년

## 참고자료
만루홈런 관련 기록

한 시즌 만루홈런 최다 기록